# Ciuvasci
I ciuvasci (lingua ciuvascia: чӑвашсем (čăvašsem), russo: чуваши, lingua tatara: Čuašlar\Чуашлар) sono un gruppo etnico di stirpe turca che vive prevalentemente nella Ciuvascia. Si ritiene che il loro nome sia da ricollegare al termine turco yavaş (mite, docile).
Stando al censimento sovietico del 1989, la popolazione ciuvascia era pari a 1.843.300 individui, di cui 907.000 abitanti nella Ciuvascia. I restanti vivevano nel Tatarstan (rajony di Aqsubay, Bua, Nurlat, Täteş, Čeremšan e Çüpräle), nella Baschiria, nelle oblast' di Samara, Uljanovsk, Tjumen', Kemerovo, Orenburg e Mosca, nel kraj di Krasnojarsk, oltre che in Kazakistan e in Ucraina.

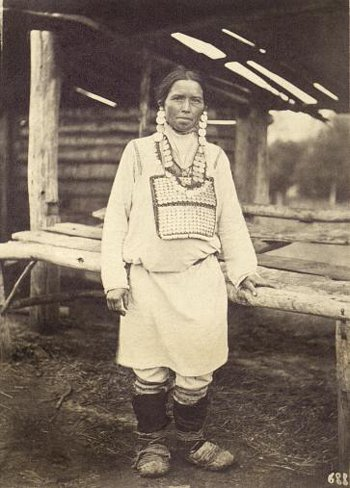
Donna ciuvascia nel costume tradizionale (metà-fine XIX secolo)

I ciuvasci sono divisi in tre gruppi: i ciuvasci delle colline (вирьял, тури; viryal, turi), che vivono nel nord e nel nord-est della Ciuvascia, i ciuvasci della prateria (анат енчи; anat yenči), abitanti le zone centrali e sud-occidentali della regione, e, infine, i ciuvasci del sud (анатри; anatri), diffusi nella Ciuvascia meridionale (oltre che al di fuori della regione).
I ciuvasci parlano la lingua ciuvascia e sono in maggioranza di fede cristiano-ortodossa, sebbene spesso osservino ancora alcune tradizioni pagane.
Alcuni studiosi, inoltre, ritengono che durante il Medioevo una parte della nazione ciuvascia si convertì all'Islam, per venire poi assorbita nella popolazione tatara.
I ciuvasci ebbero forse origine dalla tribù bulgare dei suari o sabir, mescolati alle locali tribù mari. Tra il XV e il XVI secolo, le terre dei ciuvasci vennero annesse al khanato di Kazan', per poi passare, nel 1550, alla Russia. Dal 1708 al 1920, la Ciuvascia fece parte del Governatorato di Kazan'.
Secondo un'altra interpretazione, i ciuvasci sono gli ultimi discendenti di una popolazione di stirpe unna, mescolatasi poi con gli sciti, i bulgari e i mari.
Una delle organizzazioni che promuovono la divulgazione della cultura ciuvascia è il Movimento Nazionale Ciuvascio, sorto nel XIX secolo.
I ciuvasci rappresentano il terzo gruppo etnico (1,2%) della città di Kazan'.